# Andrej Pedan
Andrej Michajlovitj Pedan, ryska: Андрей Михайлович Педан, född 3 juli 1993, är en litauiskfödd rysk professionell ishockeyspelare som är kontrakterad till NHL-organisationen Vancouver Canucks och spelar för deras primära samarbetspartner Utica Comets i American Hockey League (AHL). Han har tidigare spelat på lägre nivåer för Bridgeport Sound Tigers i AHL, Stockton Thunder i ECHL och Guelph Storm i Ontario Hockey League (OHL).
Pedan draftades i tredje rundan i 2011 års draft av New York Islanders som 63:e spelare totalt.

## Statistik
| 2010–2011   | Guelph Storm            | OHL         | 51  | 2  | 10 | 12 | 89  | 6  | 0 | 8  | 8  | 8  |
| 2011–2012   | Guelph Storm            | OHL         | 63  | 10 | 30 | 40 | 152 | 6  | 1 | 2  | 3  | 14 |
| 2012–2013   | Guelph Storm            | OHL         | 60  | 14 | 30 | 44 | 145 | 5  | 3 | 1  | 4  | 16 |
|             | Bridgeport Sound Tigers | AHL         | 8   | 0  | 2  | 2  | 7   | —  | — | —  | —  | —  |
| 2013–2014   | Bridgeport Sound Tigers | AHL         | 28  | 5  | 5  | 10 | 43  | —  | — | —  | —  | —  |
|             | Stockton Thunder        | ECHL        | 5   | 0  | 0  | 0  | 6   | 2  | 0 | 0  | 0  | 0  |
| 2014–2015   | Bridgeport Sound Tigers | AHL         | 6   | 0  | 3  | 3  | 51  | —  | — | —  | —  | —  |
|             | Stockton Thunder        | ECHL        | 2   | 0  | 1  | 1  | 2   | —  | — | —  | —  | —  |
|             | Utica Comets            | AHL         | 42  | 3  | 11 | 14 | 70  | —  | — | —  | —  | —  |
| 2015–2016   | Vancouver Canucks       | NHL         | 1   | 0  | 0  | 0  | 0   | —  | — | —  | —  | —  |
|             | Utica Comets            | AHL         | 17  | 1  | 6  | 7  | 37  | —  | — | —  | —  | —  |
| NHL totalt  | NHL totalt              | NHL totalt  | 1   | 0  | 0  | 0  | 0   | —  | — | —  | —  | —  |
| AHL totalt  | AHL totalt              | AHL totalt  | 101 | 9  | 27 | 36 | 208 | —  | — | —  | —  | —  |
| ECHL totalt | ECHL totalt             | ECHL totalt | 7   | 0  | 1  | 1  | 8   | 2  | 0 | 0  | 0  | 0  |
| OHL totalt  | OHL totalt              | OHL totalt  | 174 | 26 | 70 | 96 | 386 | 17 | 4 | 11 | 15 | 38 |